# Uz-Dong-Ju Andijon
El Uz-Dong-Ju Andijon (en uzbeko: Uz DongJu Andijon futbol klubi, en ruso: Футбольный клуб «Уз-Донг-Жу» Андижан, Futbolnyj Kłub "Uz DongJu" Andiżan) es un equipo de fútbol de Uzbekistán que juega en la Primera Liga de Uzbekistán, la segunda categoría de fútbol en el país.

## Historia
Fue fundado en el año 2003 en la ciudad de Andijon y es el equipo que representa a la empresa Uz DongJu Paint Co, de origen uzbeko-coreana.
En 2004 debuta en la Segunda Liga de Uzbekistán, donde logra el ascenso a la Primera Liga de Uzbekistán en la temporada siguiente. En 2007 logra el subcampeonato de la segunda división y asciende a la Liga de fútbol de Uzbekistán.
Su debut en la máxima categoría también fue su despedida luego de que terminaran en último lugar entre 16 equipos y haciendo solo 13 puntos en 30 partidos. En 2010 el club desaparece por problemas financieros.
En 2013 el club es refundado en la tercera categoría, liga en la que estuvo por dos temporadas hasta lograr el ascenso a la Primera Liga de Uzbekistán.

## Jugadores

### Jugadores destacados
- Alisher Ahmedov